# Brenggong
Brenggong is een bestuurslaag in het regentschap Purworejo van de provincie Midden-Java, Indonesië. Brenggong telt 2059 inwoners (volkstelling 2010).